# Kober
Kober is een bestuurslaag in het regentschap Banyumas van de provincie Midden-Java, Indonesië. Kober telt 8964 inwoners (volkstelling 2010).